# 全国失踪儿童日
全国失踪儿童日（英語：National Missing Children's Day）是美国的一个纪念日，日期是每年5月25日。这个纪念日是美国总统罗纳德·里根在1983年宣布确定的。这一天是美国全国范围内的纪念日，但并非公众假期。这个纪念日与每年的国际失踪儿童日是同一天。
这一天是为了纪念1979年5月25日，纽约六岁儿童伊坦·帕兹的失踪而确立的。在这一起案件前，儿童失踪案很少能够得到全社会的关注。而这一失踪案的发生使公众媒体真正开始加强对儿童失踪的关注和报道。1979年5月25日，伊坦·帕兹在上学的路上失踪，他的父亲为了寻找其下落而大面积分发自己儿子的照片。媒体开始大量报道这一案件，全社会也共同开始搜索他的下落，并加强了对儿童失踪问题的重视。公众也开始意识到社会对儿童失踪案缺乏处理计划。但伊坦·帕兹的下落却始终未能找到。
这起案件发生后，全美范围内又发生了多起震动全国的儿童失踪案。1983年，时任美国总统罗纳德·里根宣布将伊坦·帕兹失踪案发的5月25日确定为美国全国失踪儿童日，以加强全社会对儿童失踪的重视和行动。